# Nimrud
Nimrud (conocida como Kalkhu por los asirios, y como Calaj o Kalakh en la Biblia) fue una de las capitales de Asiria, junto con Assur, Nínive y Dur Sharrukin. Estaba situada junto al río Tigris, a unos 30 km al sudeste de Mosul (en el actual Irak). Sus restos arqueológicos fueron dinamitados por el Estado Islámico en los primeros meses del 2015, haciéndola desaparecer.

## Historia
La ciudad fue fundada por el rey Salmanasar I en el siglo XIII a. C. en la confluencia del Tigris con el  río Pequeño Zab, como un pequeño centro administrativo sin gran importancia, hasta que el rey Asurnasirpal II decidió construir allí su nueva capital en el siglo IX a. C. La nueva ciudad se encontraba en la orilla este del Tigris, con lo que quedaba protegida de los ataques de los arameos procedentes del oeste, y al norte del Pequeño Zab, que la protegía por el sur.
Para la construcción de la ciudad se utilizaron miles de trabajadores que tuvieron que nivelar una extensión de 360 hectáreas, construir una muralla de 7,5 km de largo y una altura de unos 15 metros, y un canal (al que se llamó «portador de la abundancia») procedente del río Zab, para irrigar la llanura de los alrededores. Según una célebre inscripción del rey hallada en las ruinas de la ciudad en 1951 conocida como la «estela del banquete», cuando finalizó la construcción en el año 879 a. C., se celebró un banquete que duró diez días y al que asistieron 47 000 invitados, 16 000 habitantes, 5000 invitados extranjeros, y 1500 dignatarios del estado.

A los felices pueblos de todos países, así como a las gentes de Kalhu, los festejé durante diez días, y les di de beber vino, los bañé, los ungí y los honré y los envié de vuelta a casa llenos de paz y alegría.
Azure

Salmanasar III, hijo de Asurnasirpal II, hizo construir el que se conocía como Gran Zigurat, ubicado junto al río Tigris.
La ciudad fue capital de Asiria hasta el año 710 a. C. en que Sargón II trasladó la capital a Dur Sharrukin, y sus sucesores a Nínive.
Se mantuvo como una de las principales ciudades asirias hasta el año 612 a. C. en que fue completamente destruida cuando Asiria sucumbió a la invasión de babilonios y medos.

## Arqueología

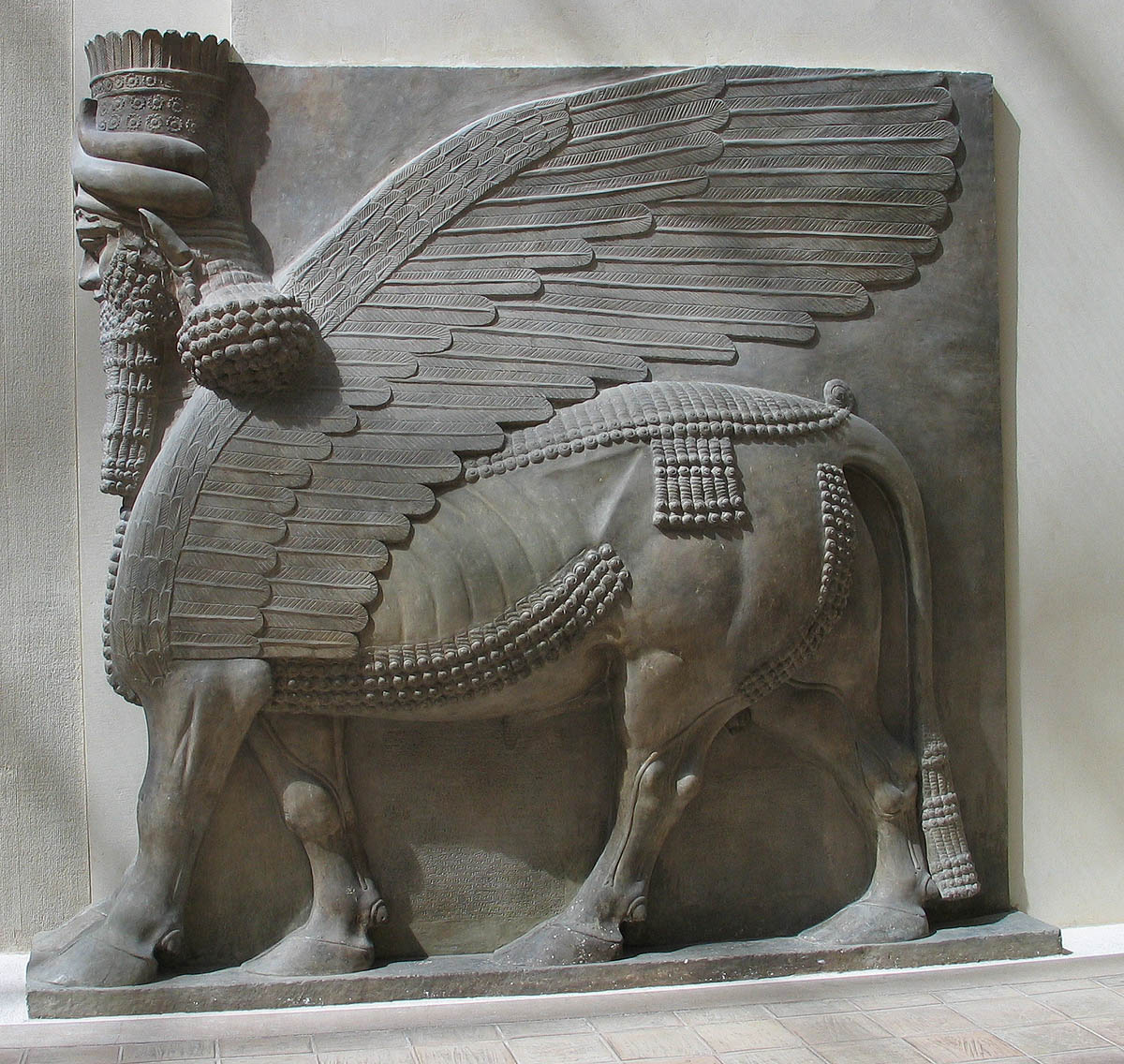
Toro alado procedente de Dur Sharrukin, museo del Louvre.

Los restos arqueológicos de Nimrud fueron excavados por Austen Henry Layard entre 1845 y 1851, quien identificó erróneamente la ciudad como la antigua Nínive. Las excavaciones fueron continuadas por Max Mallowan entre 1949 y 1957, y por David Oates entre 1958 y 1962. Layard extrajo una gran cantidad de esculturas de toros alados y relieves que hoy se encuentran en el Museo Británico, así como el «obelisco negro» de Salmanasar III, un bloque de alabastro oscuro terminado en escalones, como un zigurat en miniatura, con relieves en sus lados que conmemoran las victorias del rey.
La mayoría de las excavaciones se realizaron en el área palaciega de la ciudadela, una extensión de veinte hectáreas en el interior de la ciudad, rodeada de un muro de unos ocho metros de altura. Se identificó el palacio de Asurnasirpal II o «palacio del noroeste» para los arqueólogos, que se restauró y se convirtió en un museo (ahora destruido) con fines turísticos, el palacio de Salmanasar III y el de Tiglath-Pileser III. Los muros de las habitaciones de estos palacios, realizados en piedra, estaban cubiertos por relieves pintados de colores, disponiéndose enormes toros o leones alados con cabeza humana a los lados de las puertas de acceso cuya finalidad era proteger mágicamente los recintos de malos espíritus e influencias así como impresionar a los dignatarios extranjeros mostrando el poder de los reyes de Asiria.
También se identificaron templos dedicados a los dioses Ninurta, Enlil y Nabu.
Los restos arqueológicos y las ruinas de la ciudad fueron totalmente destruidos por los integristas religiosos del Estado Islámico en marzo de 2015.